# 機械化国防協会
財団法人機械化国防協会（きかいかこくぼうきょうかい）は、かつて存在した旧・日本軍：陸軍省の外郭団体。

## 組織概要
機械化国防協会は昭和15年(1940年)に、科学技術と国防教育を推進するために国と軍需産業からの供託を受けて設立された。その前身は陸軍省の外郭団体として設立された機械化兵器協会で、活動目的は陸軍部隊の機械化の必要性の啓蒙と軍事費増大への政治活動および国民や自治体からの寄付による兵装の充実だった。協会会長は退役した陸軍大将：吉田豊彦が六十歳代後半で就任し、敗戦による協会解散まで務めた。吉田は要塞砲兵射撃学校出身で陸軍時代はドイツ留学ではクルップ社の技術陣と親交を深めた才人。陸軍大臣秘書官、英米への視察、兵器局長なども歴任した吉田豊彦大将は、退役後日本製鉄の取締役、満州電業（満鉄傘下）の社長なども歴任し、経済界とも太いパイプをもっていた。
協会は東京市内日比谷通りでの戦車行進閲兵式、自治体に兵装を展示しての浄財集め、広報宣伝の小冊子配布、国防科学雑誌『機械化』の発行なども行った。その事務所は有楽町駅前の東日会館（東日天文館）に置かれた。